# Preolímpico Europeo de Baloncesto
El Preolímpico Europeo de Baloncesto fue una competición de baloncesto entre selecciones nacionales de Europa que organizó la FIBA entre 1964 y 1992 para que se decidiera los participantes en los Juegos Olímpicos.
El sistema de competición del Preolímpico era prácticamente idéntico al del Eurobasket. El Preolímpico no designaba al campeón de Europa, cosa que correspondía al Eurobasket, sino a las tres selecciones que se clasificaban para disputar los Juegos Olímpicos. La última edición del Preolímpico fue la de 1992. Posteriormente se eliminó esta competición, para disminuir la carga del calendario y realzar la importancia del Eurobasket. Desde entonces el Eurobasket, que se disputa cada dos años, no solo designa a las tres mejores selecciones europeas, sino que también designa a las selecciones que participaran en los Juegos Olímpicos y en el Campeonato mundial de baloncesto.

## Historial
| Edición | Año  | Sede     | Oro             | Plata          | Bronce           |
| ------- | ---- | -------- | --------------- | -------------- | ---------------- |
| 8       | 1992 | España   | Lituania        | Croacia        | Equipo Unificado |
| 7       | 1988 | Holanda  | Unión Soviética | Yugoslavia     | España           |
| 6       | 1984 | Francia  | Unión Soviética | España         | Francia          |
| 5       | 1980 | Suiza    | Italia          | Checoslovaquia | España           |
| 4       | 1976 | Escocia  | Italia          | Yugoslavia     | Polonia          |
| 3       | 1972 | Holanda  | Italia          | Checoslovaquia | España           |
| 2       | 1968 | Bulgaria | Yugoslavia      | Bulgaria       | Polonia          |
| 1       | 1964 | Suiza    | Hungría         | Finlandia      | Francia          |

## Palmarés
| N.º | Selección                    | Medallas | Oros | Platas | Bronces |
| --- | ---------------------------- | -------- | ---- | ------ | ------- |
| 1   | España                       | 4        | 0    | 1      | 3       |
| 2   | Italia                       | 3        | 3    | 0      | 0       |
| 3   | Yugoslavia                   | 3        | 1    | 2      | 0       |
| 4   | Unión Soviética              | 2        | 2    | 0      | 0       |
| 5   | Checoslovaquia               | 2        | 0    | 2      | 0       |
| 6   | Francia                      | 2        | 0    | 0      | 2       |
| 7   | Polonia                      | 2        | 0    | 0      | 2       |
| 8   | Hungría                      | 1        | 1    | 0      | 0       |
| 9   | Lituania                     | 1        | 1    | 0      | 0       |
| 10  | Bulgaria                     | 1        | 0    | 1      | 0       |
| 11  | Finlandia                    | 1        | 0    | 1      | 0       |
| 12  | Croacia                      | 1        | 0    | 1      | 0       |
| 13  | Equipo Unificado de Naciones | 1        | 0    | 0      | 1       |